# Thomas Kohnen
Thomas Benedikt Kohnen (ur. 28 lutego 1963 w Wermelskirchen) – niemiecki okulista specjalizujący się w chirurgii zaćmy oraz chirurgii refrakcyjnej, profesor i szef Katedry Okulistyki Uniwersytetu Johanna Wolfganga Goethego we Frankfurcie nad Menem.

## Życiorys
Medycynę studiował w RWTH Aachen, na Uniwersytecie w Bonn oraz w USA (1982–1989). Uprawnienia do wykonywania zawodu lekarza otrzymał w 1991. Doktoryzował się na Uniwersytecie Bońskim w 1989 dysertacją na temat powikłań w chirurgii zaćmy wykonywanej metodą fakoemulsyfikacji (Capsular and zonular rupture as complications of cataract surgery with phacoemulsification). Jako rezydent-okulista pracował w bońskiej klinice Dardenne (1989–1992) oraz w klinice uniwersyteckiej w Gießen (1992–1993). Specjalizację w zakresie okulistyki uzyskał w 1994. W okresie 1994–1995 pracował w szpitalu wojskowym w Ulm. 
Pracując w Katedrze Okulistyki Uniwersytetu Goethego we Frankfurcie awansował kolejno: w 1997 na pozycję adiunkta, w 2001 na profesora nadzwyczajnego i w 2003 na stanowisko profesora zwyczajnego. Habilitację uzyskał na tej uczelni w 2000 roku na podstawie rozprawy pt. Holmium:YAG laser thermal keratoplasty to correct hyperopia: Histological, ultrastructural, immunhistochemical and clinical studies. W 2007 ukończył podyplomowe studia z zarządzania w sektorze ochrony zdrowia.
W okresie 2003–2012 był zastępcą kierownika, a od 2012 jest kierownikiem Katedry Okulistyki Uniwersytetu Goethego we Frankfurcie. W 2011 oprócz propozycji objęcia funkcji szefa Katedry Okulistyki we Frankfurcie, otrzymał także ofertę objęcia katedry na Uniwersytecie Ottona von Guerickego w Magdeburgu oraz ofertę profesury na amerykańskim University of Utah. Od 2000 roku jest profesorem wizytującym w Cullen Eye Institute Baylor College of Medicine w Houston.
W pracy badawczej i klinicznej zajmuje się głównie chirurgią refrakcyjną oraz chirurgią zaćmy (fakoemulsyfikacja). Autor i współautor licznych artykułów publikowanych w wiodących recenzowanych czasopismach okulistycznych, m.in. w „American Journal of Ophthalmology", „Ophthalmology", „Journal of Cataract and Refractive Surgery" oraz „Graefe's Archive for Clinical and Experimental Ophthalmology". Jest członkiem redakcji niemieckiego miesięcznika okulistycznego „Der Ophthalmologe".
W ramach Niemieckiego Towarzystwa Okulistycznego (Deutsche Ophthalmologische Gesellschaft, DOG) pełnił szereg funkcji, w tym przewodniczącego w kadencji 2016/2017. Jest też członkiem innych niemieckich organizacji okulistycznych: (od 1989) Związku Zawodowego Okulistów (Berufsverband der Augenärzte, BVA), Stowarzyszenia Szefów Katedr Okulistyki (Vereinigung Ophthalmologischer Lehrstuhlinhaber e.V., od 2011) oraz (od 1990) Niemieckojęzycznego Towarzystwa Implantacji Soczewek Wewnątrzgałkowych oraz Chirurgii Interwencyjnej i Refrakcyjnej (Deutschsprachige Gesellschaft für Intraokularlinsen-Implantation, interventionelle und refraktive Chirurgie, DGII). 
Ponadto należy do m.in. American Acedemy of Ophthalmology (Amerykańskiej Akademii Okulistyki, AAO), Europejskiego Towarzystwa Chirurgów Zaćmy i Chirurgów Refrakcyjnych (European Society of Cataract and Refractive Surgeons, ESCRS), Amerykańskiego Towarzystwa Chirurgii Zaćmy i Chirurgii Refrakcyjnej (American Society of Cataract and Refractive Surgery, ASCRS), Stowarzyszenia na rzecz Badań Widzenia i Okulistyki (Association for Research in Vision and Ophthalmology, ARVO) oraz Międzynarodowego Towarzystwa Chirurgii Refrakcyjnej (International Society of Refractive Surgery, ISRS). Od 2008 jest też członkiem (fellow) w European Board of Ophthalmology (stąd używany po nazwisku angielski skrót FEBO).